# ارباب: دوستی شیطان
ارباب: دوستی شیطان (انگلیسی: Overlord: Fellowship of Evil) یک بازی ویدئویی در سبک بازی نقش‌آفرینی اکشن است که توسط کدمسترز و در سال ۲۰۱۵ و در پلت‌فرم مایکروسافت ویندوز منتشر شده‌است.